# Mauro dos Santos
Mauro Javier dos Santos (Santo Tomé, Argentina, 7 de julio de 1989), más conocido futbolísticamente como Mauro o Mauro dos Santos, es un futbolista argentino que juega como defensa en el Club Deportivo Colunga, equipo que milita en el grupo II de la Tercera Federación de España.

## Trayectoria
Hizo su debut en el C. A. Banfield el 22 de junio de 2008 en un encuentro que su equipo perdió 2-3 contra River Plate. Disputó con Banfield cuatro partidos de la Copa Libertadores 2010 y cuatro más de la Copa Sudamericana 2010.
Tras jugar más de tres temporadas en C. A. Banfield, en el verano de 2012 fichó por el Real Murcia C. F. e hizo su debut con el conjunto grana el 12 de agosto de contra en Córdoba C. F. en un 0-0. En la temporada 2013-14 llegó a anotar tres goles con el conjunto pimentonero.
El 22 de julio de 2014 se confirmó su fichaje por la Unión Deportiva Almería, estrenándose así en la Primera División de España. Con esta entidad firmó por una temporada con opción a una mayor continuidad. Debido al descenso del equipo en su primera temporada, en julio de 2015 firmó con la S. D. Eibar de cara a la temporada 2015-16.
En el verano de 2017, tras quedar libre con el equipo armero, fichó por dos temporadas por el Club Deportivo Leganés. Abandonó el club pepinero en el mercado invernal de la temporada 2018-19, para incorporarse al C. D. Tenerife, que un año después lo cedió al Albirex Niigata hasta diciembre de 2020.
Tras esta experiencia en Japón, regresó a su país para jugar en C. D. Godoy Cruz Antonio Tomba, aunque esta etapa duró apenas tres meses después de rescindir su contrato en junio de 2021. El siguiente paso en su carrera llegó en febrero del año siguiente cuando se comprometió con el Rajasthan United F. C. indio.
En julio de 2022 volvió a España y a Almería tras fichar por el C. P. El Ejido. Culmina la temporada con el descenso a Tercera Federación del club ejidense. El jugador disputó la mitad exacta de los partidos de liga, dicisiete, siendo sustituido en cuatro de ellos y marcando un gol.
El 21 de julio de 2023, se hace oficial su fichaje por el Real Avilés de la Segunda Federación por una temporada, más otra por partidos disputados. Tras renovar automáticamente por una temporada más, el 30 de agosto de 2024 el club rescindió su contrato como jugador del primer equipo para pasar a formar parte de la estructura del club, sin aclarar en que puesto.
Tras esto, se compromete con el C. D. Colunga, equipo del grupo II de la Tercera Federación de España.

## Clubes
| Club                           | País      | Año       |
| ------------------------------ | --------- | --------- |
| C. A. Banfield                 | Argentina | 2008-2012 |
| Real Murcia C. F.              | España    | 2012-2014 |
| U. D. Almería                  | España    | 2014-2015 |
| S. D. Eibar                    | España    | 2015-2017 |
| C. D. Leganés                  | España    | 2017-2019 |
| C. D. Tenerife                 | España    | 2019-2021 |
| Albirex Niigata (cedido)       | Japón     | 2020      |
| C. D. Godoy Cruz Antonio Tomba | Argentina | 2021      |
| Rajasthan United F. C.         | India     | 2022      |
| C. P. El Ejido 1969            | España    | 2022-2023 |
| Real Avilés I. C. F.           | España    | 2023-2024 |
| C. D. Colunga                  | España    | 2024-     |